# Fly Level
Fly Level (укр. Флай Левел) — приватна компанія, розташована в місті Бухарест, Румунія. Представництва компанії знаходяться в містах Лінц, Австрія та Кишинів, Республіка Молдова. Основною діяльністю є Авіаційний Навчальний Центр та Дистрибуція Авіаційних Товарів. Fly Level пропонує курси для пілотів-любителів (PPL), комерційних-пілотів (CPL), пілотів транспортної авіації (ATPL), бортпровідників, авіадиспетчерів, обслуговчого персоналу і авіатехніків.
Маючи дозволи європейського стандарту, Fly Level, в партнерстві з німецькою авіашколою, організовує курси для авіатехніків у відповідність зі стандартами EASA Annex II — Part 147.

## Історія
Авіаційний Навчальний Центр Fly Level був заснований в лютому 2003 року.
У грудні 2012 став першим приватним авіаційним навчальним центром сертифікованим румунським Органом Цивільної Авіації згідно з Регламентом Комісії 805/2011.

## Діяльність

### Авіаційний Навчальний Центр
Fly Level має в своєму розпорядженні трьома навчальними центрами, розташованими в містах Бухарест (Румунія), Лінц (Австрія) та Кишинів (Республіка Молдова).
Дозволи, видані Органами Цивільної Авіації Румунії та Республіки Молдова, визнані на міжнародному рівні і відповідають вимогам національних законодавств, а також стандартів EASA.

### Дистрибуція Авіаційних Товарів
- Fly Level є офіційним представником компаній Piaggio[1] і Piper в Румунії.
- Fly Level є офіційним дилером компаній Comco Ikarus, Evektor[2] та авіаційних двигунів Rotax в Румунії.
- Fly Level є сертифікованим дистриб'ютором для таких компаній з виробництва авіазапчастин, як: Lycoming, Continental, Rotax.[3]

## Курси

### Приватні та професійні пілоти

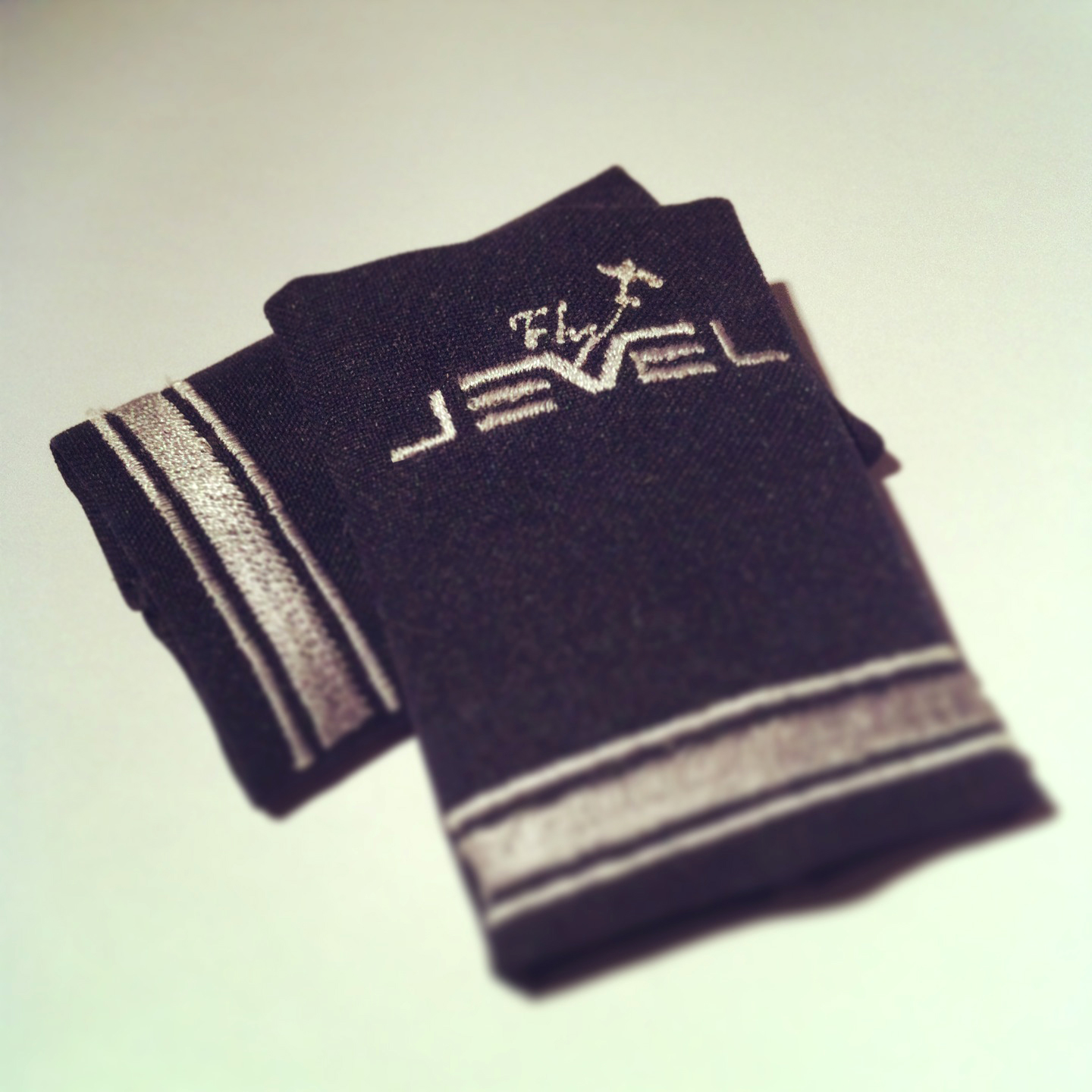
Погони пілота-курсанта Fly Level

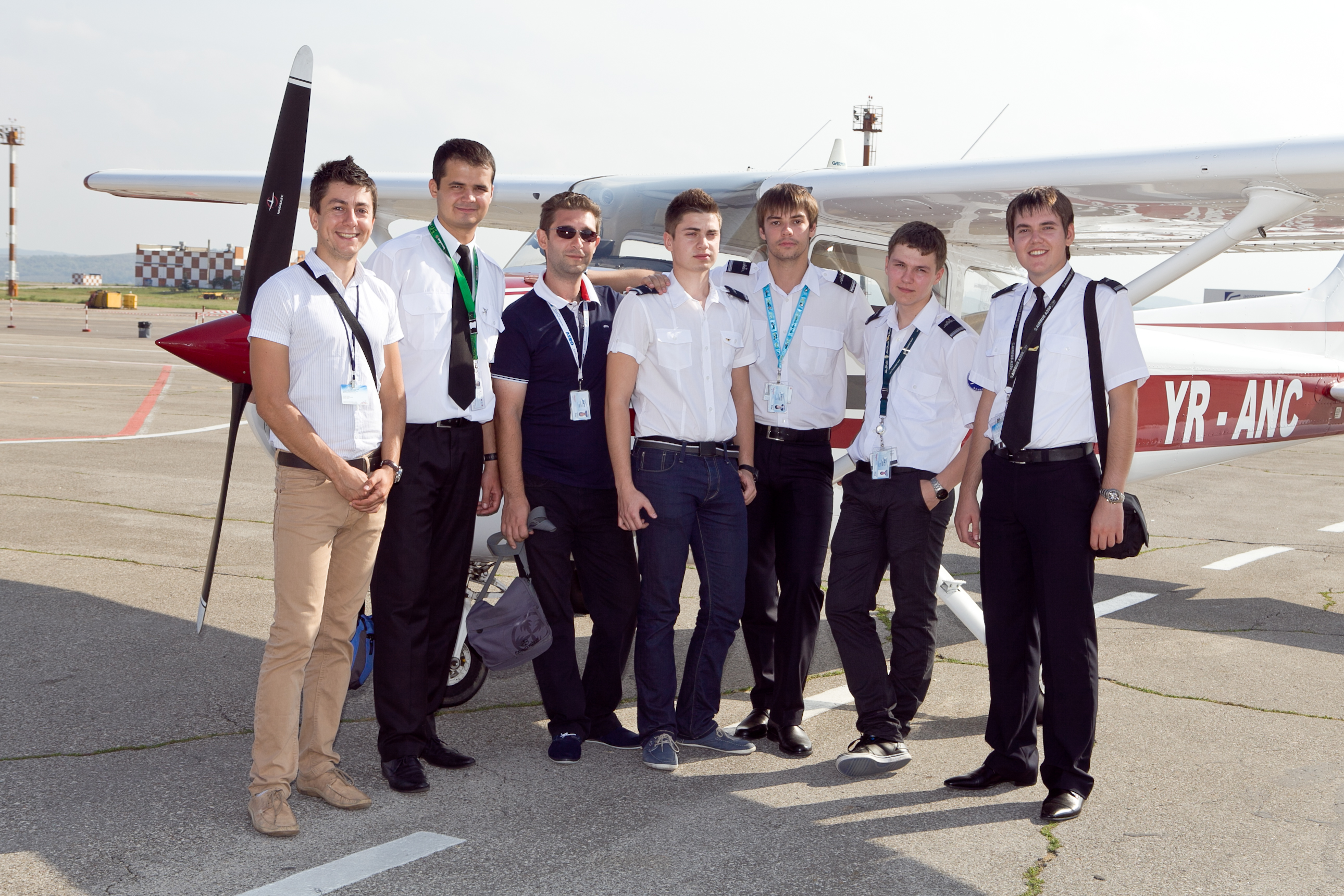
Пілоти-курсанти Fly Level

Практична підготовка схвалена Органами Цивільної Авіації в усіх аеропортах, зазначених у збірнику аеронавігаційної інформації (AIP) Румунії та Республіки Молдова.
- PPL(A) — ліцензія пілота-аматора
- CPL(A) — ліцензія комерційного пілота
- Class Rating — SEP (Land)
- Class Rating — MEP (Land)
- CRI(A) (MEP) and (SEP)
- FI(A) - допуск інструктора
- ATPL(A) — ліцензія пілота транспортної авіації (Frozen)
- IR(A) — Instrument Rating
- MCC — Multi Crew Cooperation
- PPL (H)
- Type Rating R44
- Type Rating PA31/42

### Бортпровідники

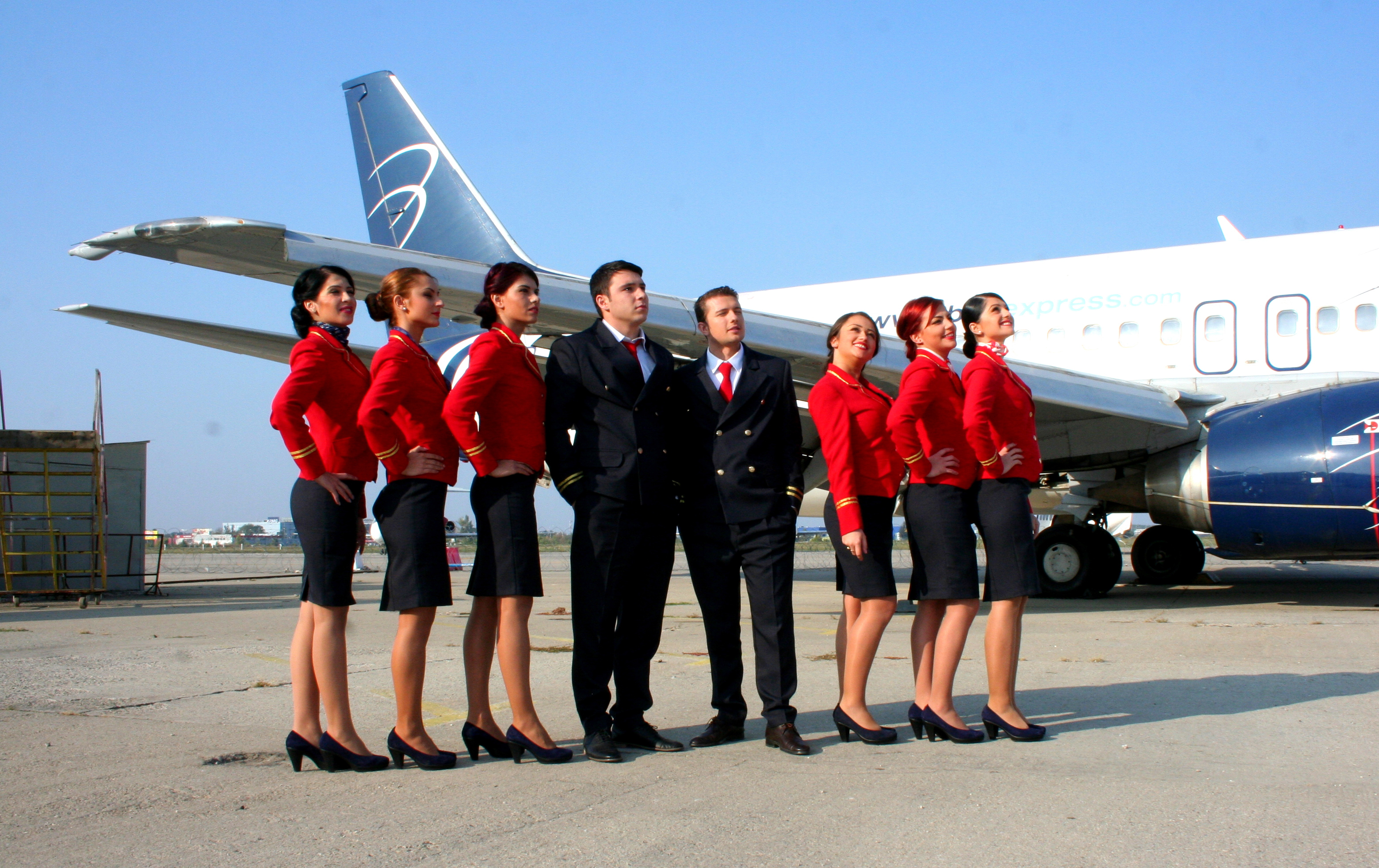
Група бортпровідників Fly Level

Fly Level схвалений Органом Цивільної Авіації Румунії, як центр підготовки бортпровідників, пропонуючи наступні курси:
- Початкова програма авіаційної безпеки
- Програма перекваліфікації на інший тип — Fokker 70/100, SAAB 2000, Boeing 737, Airbus A320, ATR 42/72

### Авіадиспетчери

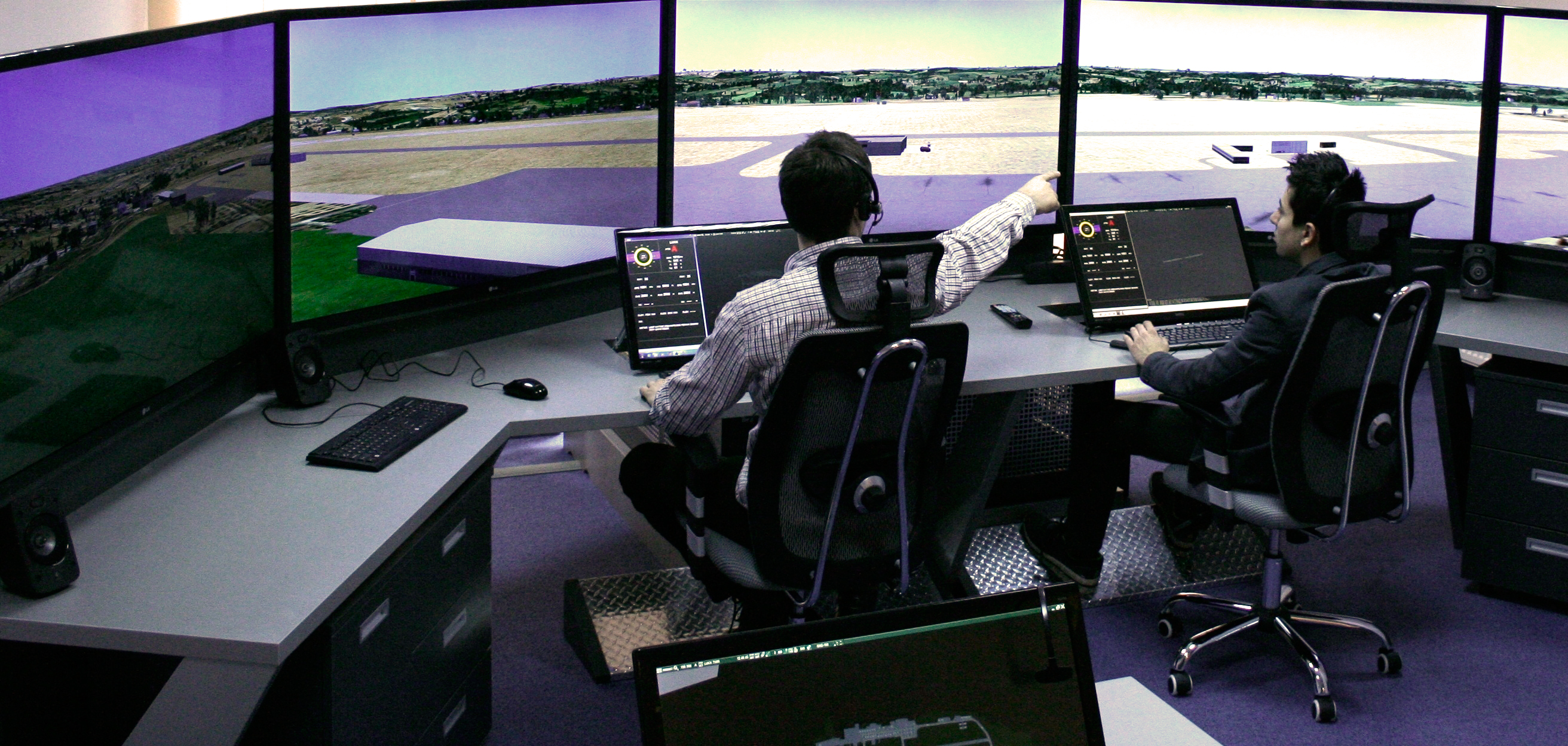
Тренажер Fly Level для авіадиспетчерів

Сертифікати, видані після успішного закінчення навчання, визнані всіма країнами Європейського Союзу.
- Air Traffic Controller Basic Training
- ATC Rating Training — Aerodrome Control Instrumental
- ATC Rating Training — Approach Control Procedural
- ATC Rating Training — Approach Control Surveillance
- ATC Rating Training — Area Control Procedural
- ATC Rating Training — Area Control Surveillance
- On-the-job Training Instructors
- Refresher Training for the «OJTI»
- Aeronautical Information Service Introductory Course
- Human Factors in Air Traffic Services
- Safety Oversight of ANSP
- Safety Management System Course
- Tower and Radar Simulator

### Обслуговчий персонал аеропорту
- Хендлінг
- Airport Marshall
- Служба безпеки

### Авіаційні техніки
Базові курси:
- Категорія A
- Категорія B1
- Категорія B2
- Категорія C

Кваліфікаційні курси для техніків:
- Dornier DO 328-100
- Dornier DO 328-300
- Embraer 170/190
- Embraer 135/145
- Cessna 525/525A
- Learjet 40/45
- Dash 8-100/200/300
- Dash 8-Q400

## Флот
Fly Level має повітряним флотом складається з 5 літаків і 2-х вертольотів.

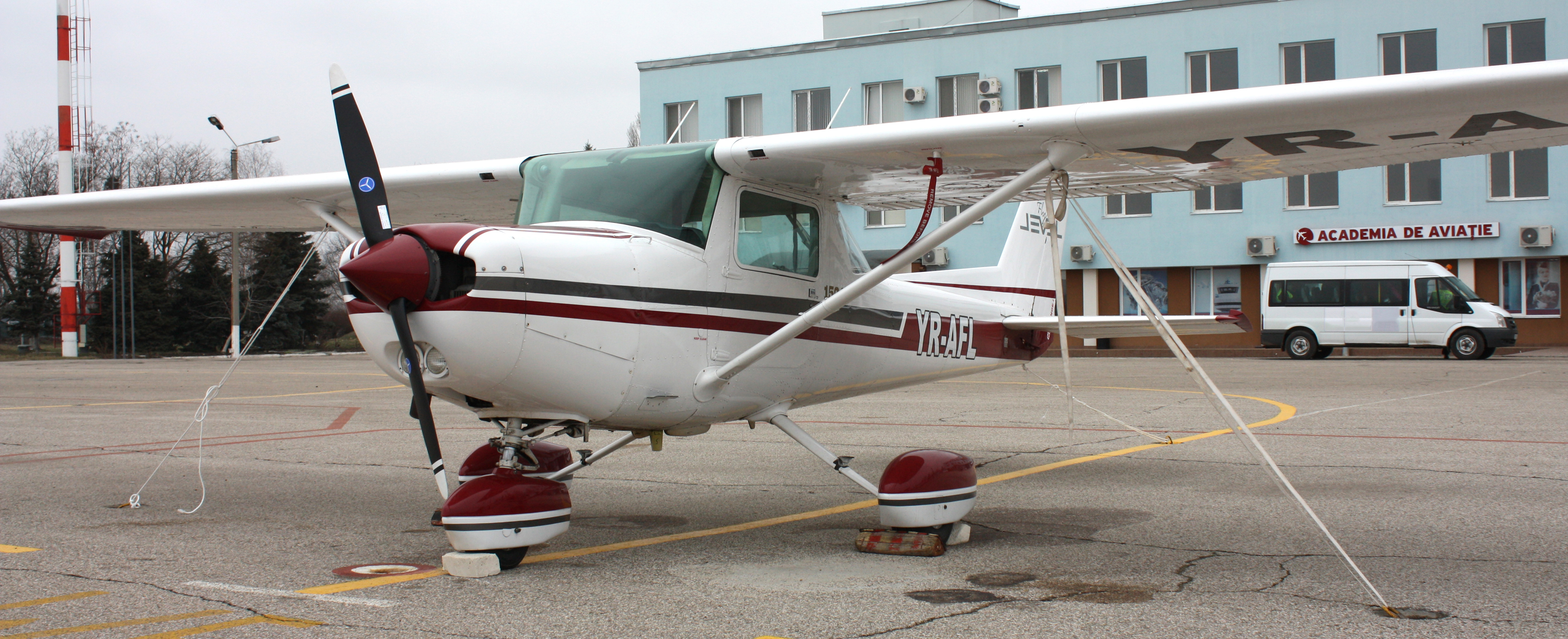
Cessna 152 в Міжнародному Аеропорту Кишинеу, Республіка Молдова

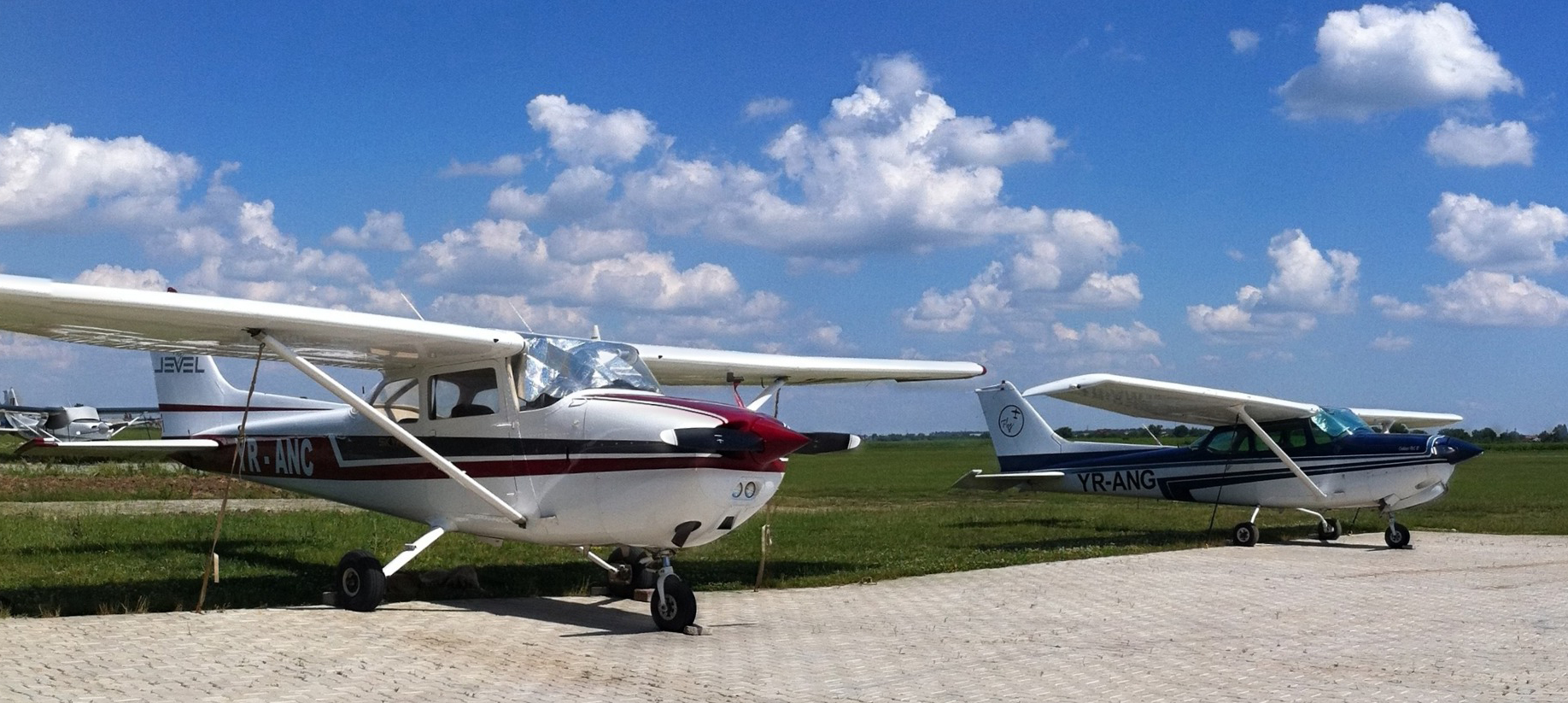
Cessna 172N і Cessna 172RG на Аеродромі Клінчень, Румунія

| Літак                    | Кількість | Розташування                                                                  |
| ------------------------ | --------- | ----------------------------------------------------------------------------- |
| Cessna 152               | 2         | Аеродром Клінчень, Румунія & Міжнародний Аеропорт Кишинеу, Республіка Молдова |
| Cessna 172N Skyhawk      | 1         | Аеродром Клінчень, Румунія                                                    |
| Cessna 172RG Cutlass II  | 1         | Аеродром Клінчень, Румунія                                                    |
| Piper Cheyenne III PA-42 | 1         | Міжнародний аеропорт імені Анрі Коанди, Румунія                               |
| Вертоліт                 | Кількість | Розташування                                                                  |
| Robinson R44 Raven II    | 1         | Аеродром Клінчень, Румунія                                                    |
| Eurocopter EC120         | 1         | Аеродром Стрежник, Румунія                                                    |

## Оснащення

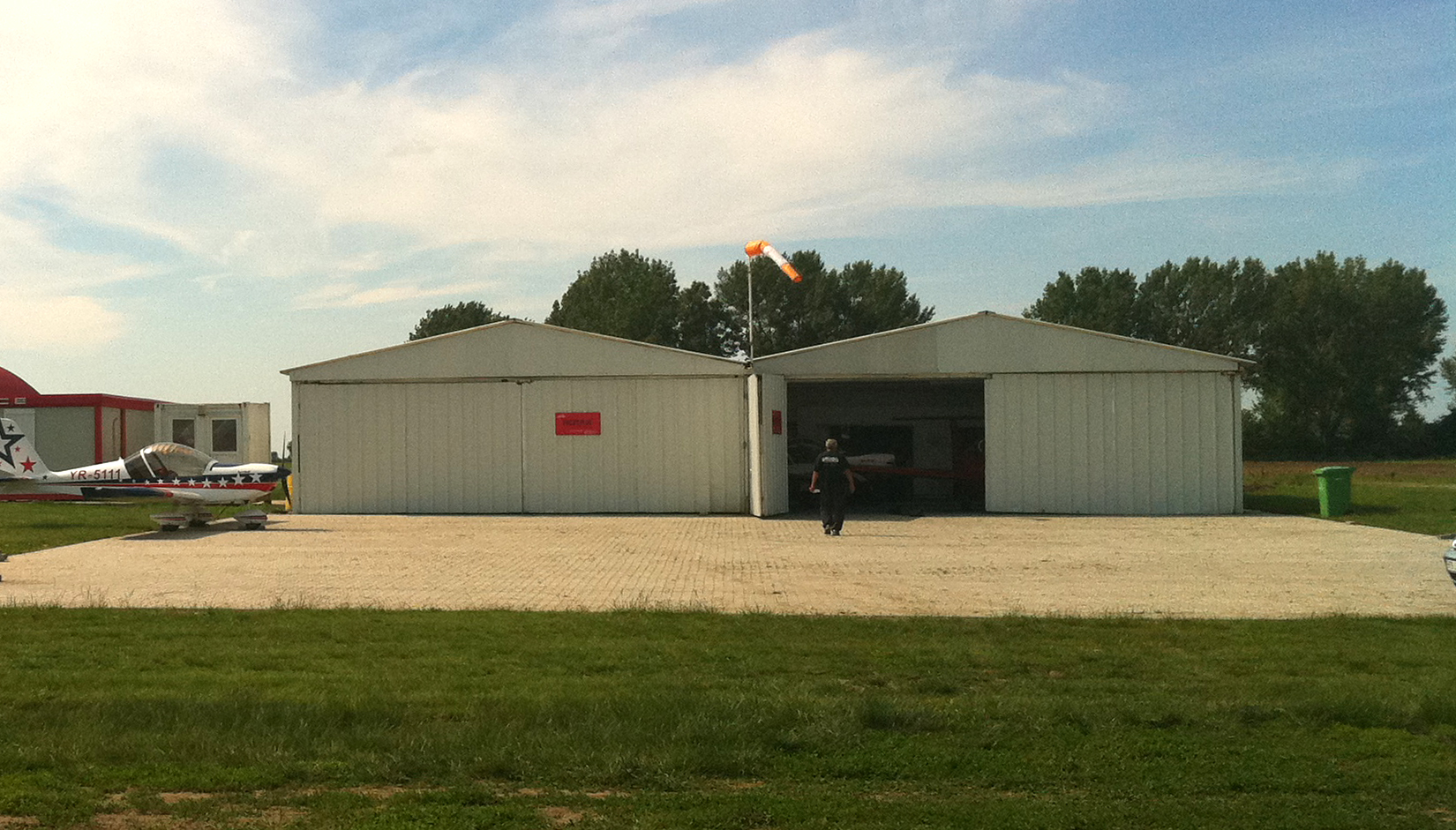
Один з ангарів Fly Level на Аеродромі Клинчень, Румунія

Fly Level володіє 2-ма ангарами, розташованими в Румунії.
- Ангар № 1

Місце Розташування — Аеродром Клинчень
Площа — 400м2 
Платформа — 2 x 600м2
- Ангар № 2

Місце Розташування — Аеродром Плоешть-Вест
Площа — 1200м2
Платформа — 2000м2

## Заходи
Fly Level взяло участь у наступних заходах:
1. День цивільної авіації в Міжнародному Аеропорту Кишинеу, Республіка Молдова, Вересень 2012.[5]
2. День цивільної авіації та виставка малої авіації в Бухаресті в Міжнародний Аеропорту імені Аурел Влайку, Румунія, Липень 2012.
3. Міжнародний день захисту дітей в Міжнародному Аеропорту Кишинеу, Республіка Молдова, Червень 2012.[6]
4. Виставка малої авіації в Міжнародному Аеропорту Кишинеу, Республіка Молдова, Вересень 2012.[7]
5. День цивільної авіації в Міжнародному Аеропорту Кишинеу, Республіка Молдова, Вересень 2011.[8]